# قائمة أندية كرة القدم في المغرب

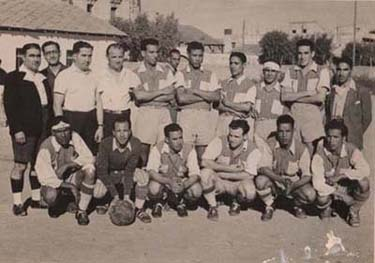
نادي الوداد الرياضي سنة 1955

تُعتبر كرة القدم في المغرب الرّياضة الأكثر شعبيّة، تَحكُمها الجامعة الملكية المغربية لكرة القدم. وتتمتّعُ الكرة المغربيّة بأنديّة ذات جماهير واسعة.
ظهرت كرة القدم في المغرب أثناء الحماية الفرنسيّة، وتأسّست أوّل الأنديّة في عشريات القرن العشرين.
بعد استقلال المغرب ، تأسست الجامعة الوطنية لكرة القدم مباشرة وكان ذلك في سنة 1956، فألغيت جميع المسابقات التي كانت في عهد الحماية وعوضت ببطولات أخرى أسّستها الجامعة الملكيّة لكرة القدم كالدّوري المغربي وكأس العرش وكأس السوبر المغربي مع حل أعرق فريق مغربي في ذلك الوقت نادي الاتحاد الرياضي المغربي.

## قائمة الأندية
هَذِهِ قائمة أندية كرة القدم البارزة في المغرب:
1. نادي الجيش الملكي
2. نادي عمل بلقصيري
3. الجمعية الرياضية المنصورية
4. نادي الجمعية السلاوية
5. أتلتيكو طنجة
6. نادي شباب أطلس خنيفرة
7. نادي شباب هوارة
8. نادي شباب العرائش
9. نادي شباب الريف الحسيمي
10. نادي أولمبيك مراكش
11. النادي المكناسي
12. الدفاع الحسني الجديدي
13. نادي نجم الشباب
14. نادي الفتح الناضوري
15. نادي الفتح الرياضي
16. نادي حسنية أكادير
17. حسنية بنسليمان
18. هلال الناظور
19. نادي اتحاد طنجة
20. نادي اتحاد الخميسات
21. نادي الفقيه بنصالح
22. نادي أولمبيك وزان
23. نادي قصبة تادلة
24. نادي شباب المسيرة
25. النادي القنيطري
26. نادي الكوكب المراكشي
27. المغرب الفاسي
28. نادي المولودية الوجدية
29. المغرب التطواني
30. نادي مولودية مراكش
31. نادي النهضة البركانية
32. نادي نجاح سوس
33. نادي النجم المراكشي
34. نادي أولمبيك خريبكة
35. نادي أولمبيك آسفي
36. نادي أولمبيك اليوسفية
37. نادي أولمبيك الدشيرة
38. الرشاد البرنوصي
39. الراسينغ الرياضي
40. نادي رجاء الحسيمة
41. نادي الرجاء الملالي
42. نادي الرجاء الرياضي
43. نادي النهضة السطاتية
44. نادي شباب المحمدية
45. نادي سطاد
46. نادي الاتحاد البيضاوي
47. نادي الاتحاد الرياضي
48. نادي اتحاد آيت ملول
49. اتحاد المحمدية
50. نادي الاتحاد التوركي
51. نادي الاتحاد القاسمي
52. نادي الاتحاد الوجدي
53. نادي يعقوب المنصور
54. نادي اتحاد تمارة
55. نادي الوداد الرياضي
56. نادي مولودية الداخلة

## وصلات خارجيّة
- الموقع الرّسمي للجامعة الملكيّة المغربيّة لكرة القدم